# پیتر گارتلند
پیتر گارتلند (انگلیسی: Peter Gartland؛ ۱۴ مه ۱۸۹۳ – ژوئن ۱۹۷۳ (۸۰ ساله)) بازیکن فوتبال بود.
از باشگاه‌هایی که در آن بازی کرده‌است می‌توان به باشگاه فوتبال منچستر سیتی اشاره کرد.